# Kanikania rubroannulata
Kanikania rubroannulata är en kräftdjursart som först beskrevs av Hurley 1957.  Kanikania rubroannulata ingår i släktet Kanikania och familjen tångloppor. Inga underarter finns listade i Catalogue of Life.